# یولیا لوچنکو
یولیا لوچنکو (اوکراینی: Юлія Андріївна Левченко؛ زادهٔ ۲۸ نوامبر ۱۹۹۷) ورزشکار پرش ارتفاع اهل اوکراین است.
وی در مسابقات کشوری و بین‌المللی در مجموع برندهٔ ۱ مدال طلا، ۱ مدال نقره، ۲ مدال برنز شده‌است.